# Desembocadura del riu Foix
La desembocadura del riu Foix es localitza al municipi de Cubelles, i queda delimitada entre la platja i la via del ferrocarril de la RENFE. La zona humida ocupa una superfície d'unes 10 hectàrees i inclou la clàssica llacuna de rambla que abasta una extensió variable en funció de l'aigua que porta el riu o dels temporals de llevant.
Als marges de la llacuna creixen, sobretot a la zona més propera al mar, jonqueres de Juncus acutus llistat com hàbitat d'interès comunitari 1410 «Prats i jonqueres halòfils mediterranis (Juncetalia maritimi)». És també interessant el codolar litoral. Apareixen també retalls de tamarigar (hàbitat d'interès comunitari 92D0) i jonqueres i herbassars graminoides humits, mediterranis, del Molinio-Holoschoenion (hàbitat d'interès comunitari 6420). A l'extrem més allunyat del mar hi creix el jonc boval (Scirpus holoschoenus) i gespes de gram d'aigua (Paspalum paspalodes). La llacuna es podria associar a l'hàbitat d'interès comunitari 1150* "Llacunes litorals", tot i que l'elevada contaminació actual de les aigües, per abocaments sobretot d'origen fecal, ha donat lloc a un clar empobriment i banalització de les comunitats preexistents (com els antics herbassars de Ruppia).
Pel que fa a la fauna, es coneix la presència de peixos d'estuari com ara les llisses (Mugil sp.) o l'anguila (Anguilla anguilla). L'espai té gran importància com a refugi i zona de pas per als ocells en migració que ressegueixen la costa catalana. S'hi observen regularment bernats pescaires (Ardea cinerea), esplugabous (Bubulcus ibis), cames llargues (Himantopus himantopus), anàtides, etc. La presència d'abundants aus d'origen domèstic treu interès a l'espai i representa a més un greu perill (hibridacions, risc de malalties aviàries, etc.)
El grup ecologista local "Fauna de Cubelles" (continuant la labor anterior del grup "Flor del Foix") ha impulsat diverses campanyes a la zona i manté alguns rètols informatius sobre els valors de l'espai. No obstant, l'entrada de visitants dins la mateixa llera i l'afavoriment de la fauna domèstica, propiciada per algunes actuacions, semblen haver accentuat, en algunes zones, la degradació de l'espai. L'espai compta també amb ponts per creuar la llacuna i els braços del riu, passarel·les de fusta, etc. Els principals factors que afecten la conservació de l'espai provenen de la proximitat a la població de Cubelles (hi ha carrers il·luminats a banda i banda), de la presència massiva de visitants (molts d'ells amb comportaments vandàlics) i de la contaminació periòdica i greu de les aigües (per abocaments sobretot d'origen fecal). El desmantellament fet fa uns anys d'un càmping situat a la riba dreta hauria permès recuperar hàbitats, però s'hi ha construït una zona de pic-nic (taules, bancs, il·luminació, etc.) que accentuen el caràcter urbà de l'espai. Existeixen també algunes infraestructures d'origen hidràulic (caseta connectada amb canonades i servida amb línia elèctrica) que convindria retirar de la llera. L'endegament dels marges, tot i que potser inevitable tenint en compte la zona on està inserit l'espai, li treu també interès i artificialitza la dinàmica fluvial. Actualment, l'espai té interès sobretot per a l'educació ambiental i com a refugi i zona de pas d'ocells migratoris.